# Свети Йоан Богослов (Негуш)
„Свети Йоан Богослов“ (на гръцки: Ιερός Ναός Αγίου Ιωάννου Θεολόγου) е възрожденска православна църква в южномакедонския град Негуш (Науса), Егейска Македония, Гърция. Храмът е част енория „Благовещение Богородично“ на Берската, Негушка и Камбанийска епархия на Църквата на Гърция.
Църквата е разположена на едноименния хълм южно от града. Построена е от негушани след Негушкото въстание в 1822 - 1830 година на мястото на по-стар храм. Първоначално е параклис на „Преображение Господне“. През годините има интервенции и допълнения, предимно по покрива.
В архитектурно отношение храмът е трикорабна базилика без купол с площ около 200 m2. Централният кораб е повдигнат. Храмът няма стенописи, но има ценни икони, като Свети Йоан Богослов и Света Богородица Ширшая небес на негушките зографи Христодулос Матеу и Апостолос Хасюрас. Иконостасът е дървен, резбован с малки икони.